# Nokia Lumia 925
Nokia Lumia 925 er en mobiltelefon, der blev præsenteret under et presse-event af Nokia i London den 14. maj 2013. 
modellen er en efterfølger til 2. generation Windows Phone 8-mobilen fra Nokia. Den skiller sig dog markant ud fra serien med sin aluminiumsramme og et mere dæmpet farvevalg til coveret.

## Lancering
- Juni 2013
  - Storbritannien
  - Tyskland
  - Italien
  - Spanien
  - Kina
- August 2013
  - Danmark[2]